# Luis Peña Illescas

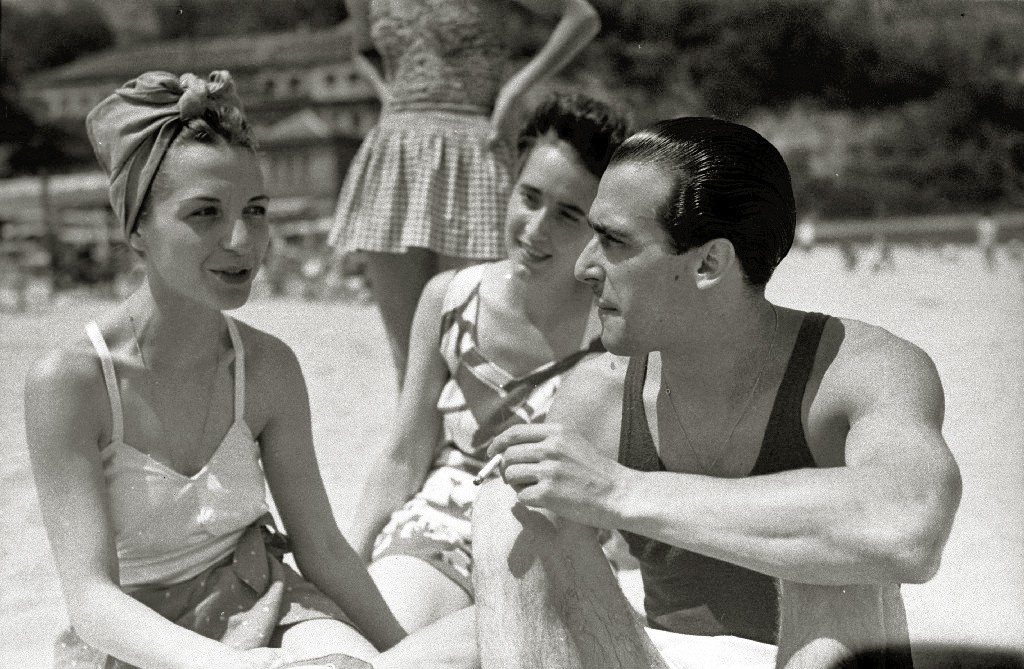
Luchy Soto (a l'esquerra) amb Luis Peña Illescas a la platja d'Ondarreta el 1946

Luis Peña Martínez-Illescas (Santander, 20 de juny de 1918-Madrid, 29 de març de 1977) va ser un actor espanyol.

## Biografia
Fill dels actors Luis Peña Sánchez i Eugenia Martínez-Illescas i germà de Pastora Peña, puja per primera vegada a un escenari als dos anys en una representació de Casa de muñecas, amb la Companyia de Catalina Bárcena. Amb vuit intervé al costat dels seus pares a El accidente i amb deu estrena Mariana Pineda, de Federico García Lorca, al costat de Margarita Xirgu. A partir d'aquest moment continua la seva carrera artística de manera ininterrompuda.
En cinema debuta en 1930 però no serà fins al cap de la Guerra civil espanyola quan adquireixi el rang d'estrella del cinema espanyol arribant a ser un dels més cotitzats galants de la dècada dels 40. Intervé tant en films bèl·lics, del gust de l'època, com Harka (1941) de Carlos Arévalo, ¡A mí la Legión! (1942), de Juan de Orduña, com a comèdies: Ella, él y sus millones (1944), també de Juan de Orduña.
La dècada següent li permet, a més, demostrar les seves qualitats interpretatives en una sèrie de títols de major compromís artístic com Surcos (1951), de José Antonio Nieves Conde o Calle Mayor (1956), de Juan Antonio Bardem o Amanecer en puerta oscura (1957), de José María Forqué.
Combina a més la seva carrera al cinema amb els escenaris, integrant-se en la companyia dels seus sogres Manuel Soto i Guadalupe Muñoz Sampedro —des que en 1946 va contreure matrimoni amb la filla d'aquests, la també actriu Luchy Soto—, per a formar finalment la seva pròpia companyia.
La seva trajectòria posterior se centra en televisió —Historias para no dormir, Estudio 1, Primera fila.... En la pantalla gran, es limita a papers de repartiment en títols menors si bé encara intervé en algunes pel·lícules que han entrat en la història del cinema espanyol com El jardín de las delicias (1970) o La prima Angélica (1973), ambdues de Carlos Saura.
Va morir el 29 de març de 1977 a Madrid víctima d'un càncer hepàtic als 58 anys.

## Teatre (selecció)
- Mariana Pineda (1927), de Federico García Lorca.
- Más fuerte que el amor (1928), de Jacinto Benavente.
- Don Juan Tenorio (1937), de José Zorrilla.
- ¡Viva lo imposible! o el contable de estrellas (1939), de Miguel Mihura.
- La losa de los sueños (1941), de Jacinto Benavente
- Sin querer (1941), de Jacinto Benavente
- Las mocedades del Cid (1941), de Guillem de Castro.
- El patio (1941), de Germans Álvarez Quintero
- El cuervo (1957), d'Alfonso Sastre.
- Un soñador para un pueblo (1958), d'Antonio Buero Vallejo.[2]
- ¿Quién es Silvia? (1959), de Terence Rattigan
- Romeo y Julieta (1971), de William Shakespeare, en versió de Pablo Neruda.[3]
- Chao (1972) de Marc Gilbert Sauvajon.
- Equus (1975), de Peter Shaffer.
- Usted también podrá disfrutar de ella (1973), d'Ana Diosdado.

## Filmografia parcial
- Harka (1941) dir. Carlos Arévalo Calvet
- ¡A mí la Legión! (1942) dir. Juan de Orduña
- Ella, él y sus millones (1944) dir. Juan de Orduña
- Tarjeta de visita (1944) dir. Antonio de Obregón
- Chantaje (1946) dir. Antonio de Obregón
- La esfinge maragata (1950) dir. Antonio de Obregón
- Surcos (1951) dir. José Antonio Nieves Conde
- Calle Mayor (1956) dir. Juan Antonio Bardem
- Amanecer en puerta oscura (1957) dir. José María Forqué
- Canción de arrabal (1961) dir. Enrique Carreras
- A tiro limpio (1963) dir. Francisco Pérez-Dolz
- El jardín de las delicias (1970) dir. Carlos Saura
- La prima Angélica (1973) dir. Carlos Saura

## Premis
- Premis del Sindicat Nacional de l'Espectacle de 1957 al millor actor secundari per Amanecer en puerta oscura.[4]